# Перси, Хью, 1-й герцог Нортумберленд
Хью Пе́рси, 1-й герцог Нортумберленд (англ. Hugh Percy, 1st Duke of Northumberland, ок. 1714 — 6 июня 1786) — британский пэр, землевладелец и меценат.

## Происхождение
Родился около 1714 года под именем Хью Смитсон. Сын Лансдейла Смитсона (1682 — ?) из Лэнгдейла и Филадельфии Ревели. Внук сэра Хью Смитсона, 3-го баронета, от которого он унаследовал баронетство Смитсон в 1733 году.

## Брак, проекты и покровительство

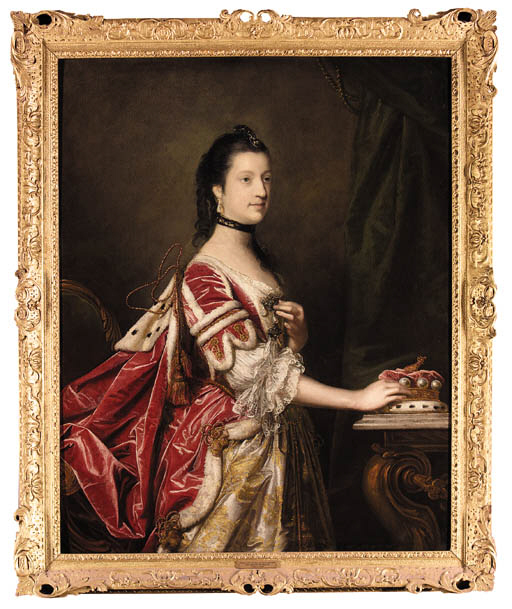
Элизабет Перси, герцогиня Нортумберленд (1716—1776), жена Хью Перси, 1-го герцога Нортумберленда

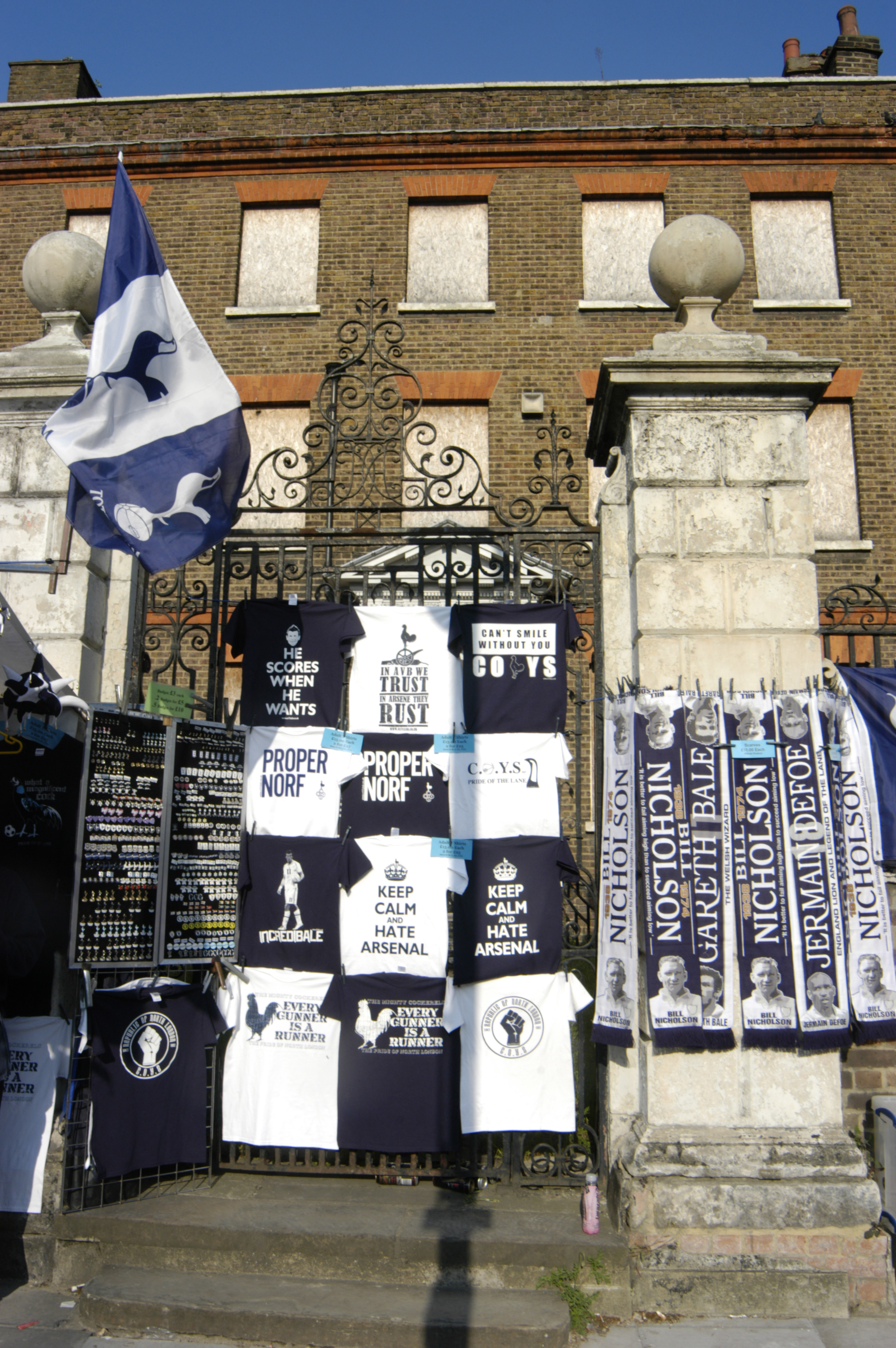
Нортумберленд-роу, на месте древнего дома баронетов Смитсон в Тоттенхэм-Хай-Кросс.[5

Изменил фамилию на Перси после женитьбы на Элизабет Сеймур (1716—1776), дочери Элджернона Сеймура, 7-го герцога Сомерсета, 16 июля 1740 года. Она была баронессой Перси (по собственному праву) и непрямой наследницей знаменитой семьи Перси, которая несколько столетий имела титул графов Нортумберленд. Титул графа Нортумберленда переходил по особому праву Хью Перси, как мужу Элизабет, когда её отец умер 7 февраля 1750 года. В феврале 1749 года Хью Перси был назначен 1-м графом Нортумберлендом. В 1766 году для него был создан титул 1-го герцога Нортумберленда, а 28 июня 1784 года — 1-м бароном Ловейном, с правом наследования титула для своего младшего сына Элджернона. (Род Лувенов из ландграфства Брабантского, который женился на наследнице Перси, был родоначальником английского рода Перси). Ричард де Перси, 5-й барон Перси (ок. 1170—1244) (принявший фамилию Перси), был сыном Жослена Лувенского (1121—1180). Жоселин был назван «братом королевы» (имеется в виду Аделиза Лувенская, вторая жена английского короля Генриха I, его жена Агнес де Перси, суо-юре баронесса Перси, наследница поместий Перси в Англии.) В 1756 году Хью Перси был произведен в рыцари ордена Подвязки, а в 1762 году стал членом Тайного совета Великобритании.
Хью Перси принимал довольно заметное участие в политике как последователь лорда Бьюта и был одним из доверенных советников короля Великобритании Георга III. С 1763 по 1765 год он занимал должность лорда-лейтенанта Ирландии, а с 1778 по 1780 год — конюшего.
Сэр Хью и лорд Брук (впоследствии граф Уорик) были самыми важными покровителями итальянского художника Каналетто в Англии. Смитсон совершил Большое турне и был в Венеции в 1733 году, где приобрел два больших Canaletto для своего места в Стэнвике. В 1736 году он стал одним из двух вице-президентов Общества поощрения образования. Он перестроил Стэнвик-парк в 1739—1740 годах, в основном по своим собственным проектам. Он был одним из 175 уполномоченных по строительству Вестминстерского моста — сооружения, которое он заставил Каналетто написать ещё два больших полотна, около 1747 года. Он построил обсерваторию, спроектированную Робертом Адамом, в Лонгхоутоне . Томас Чиппендейл посвятил ему свою книгу «Джентльмен и директор краснодеревщика» (1754).
Герцог и герцогиня были видными покровителями Роберта Адама за неоклассические интерьеры в якобинском особняке Нортумберленд-хаус, лондонской резиденции графов Нортумберлендских. Последний был снесен примерно в 1870—1871 годах, чтобы создать Трафальгарскую площадь. Остатки стеклянной гостиной Нортумберлендского дома хранятся в Музее Виктории и Альберта. Интерьеры большого Адама для герцога находятся в Сионском доме, выполненном в 1760-х годах. В замке Алник в Нортумберленде герцог нанял архитектора Джеймса Уайетта, чья работа была стерта более поздними переделками. Так или иначе Адам спроектировал башню Бризли для герцога.
В 1750 году основал парк Алник, успешно существующий и по сей день.

## Землевладение
- Замок Алнвик, Нортумберленд
- Сайон-хаус, Мидлсекс
- Нортумберленд-хаус[англ.], Стрэнд, Лондон
- Стэнвик-Холл, Стэнвик-Сент-Джон[англ.], Йоркшир, резиденция баронетов Смитсон
- Замок Килдер[англ.] в Килдерском лесу, Нортумберленд, построенный в 1775 году 1-м герцогом по собственному проекту Уильяма Ньютона[7].

## Смерть и погребение
Хью Перси, 1-й герцог Нортумберленд, умер в 1786 году и был похоронен в Нортумберлендском склепе, в Вестминстерском аббатстве.

## Дети
У Хью Перси и Элизабет Сеймур было трое детей:
- Хью Перси, 2-й герцог Нортумберленд (14 августа 1742 — 10 июля 1817)
- Элджернон Перси, 1-й граф Беверли (21 января 1750 — 21 октября 1830)
- Леди Элизабет Энн Фрэнсис Перси (? — 1761), умерла незамужней и была похоронена в Нортумберлендском склепе Вестминстерского аббатства[9].

Незаконнорожденный сын герцога (от Элизабет Хангерфорд Кит Мейси), Джеймс Смитсон (1765—1829), химик и минералог, который завещал своё состояние США. Его имя носит Смитсоновский институт, основанный в 1846 году.

## Титулы
- 4-й баронет Смитсон из Стэнвика, Йоркшир (с 2 марта 1733)
- 2-й граф Нортумберленд (с 7 февраля 1750)
- 2-й барон Уоркворт из Уоркворт-касла, Нортумберленд (с 7 февраля 1750)
- 1-й герцог Нортумберленд (с 22 октября 1766)
- 1-й граф Перси (с 22 октября 1766)
- 1-й лорд Ловейн, барон Алник, Нортумберленд (с 28 июня 1784).